# Luise Neuhaus-Wartenberg

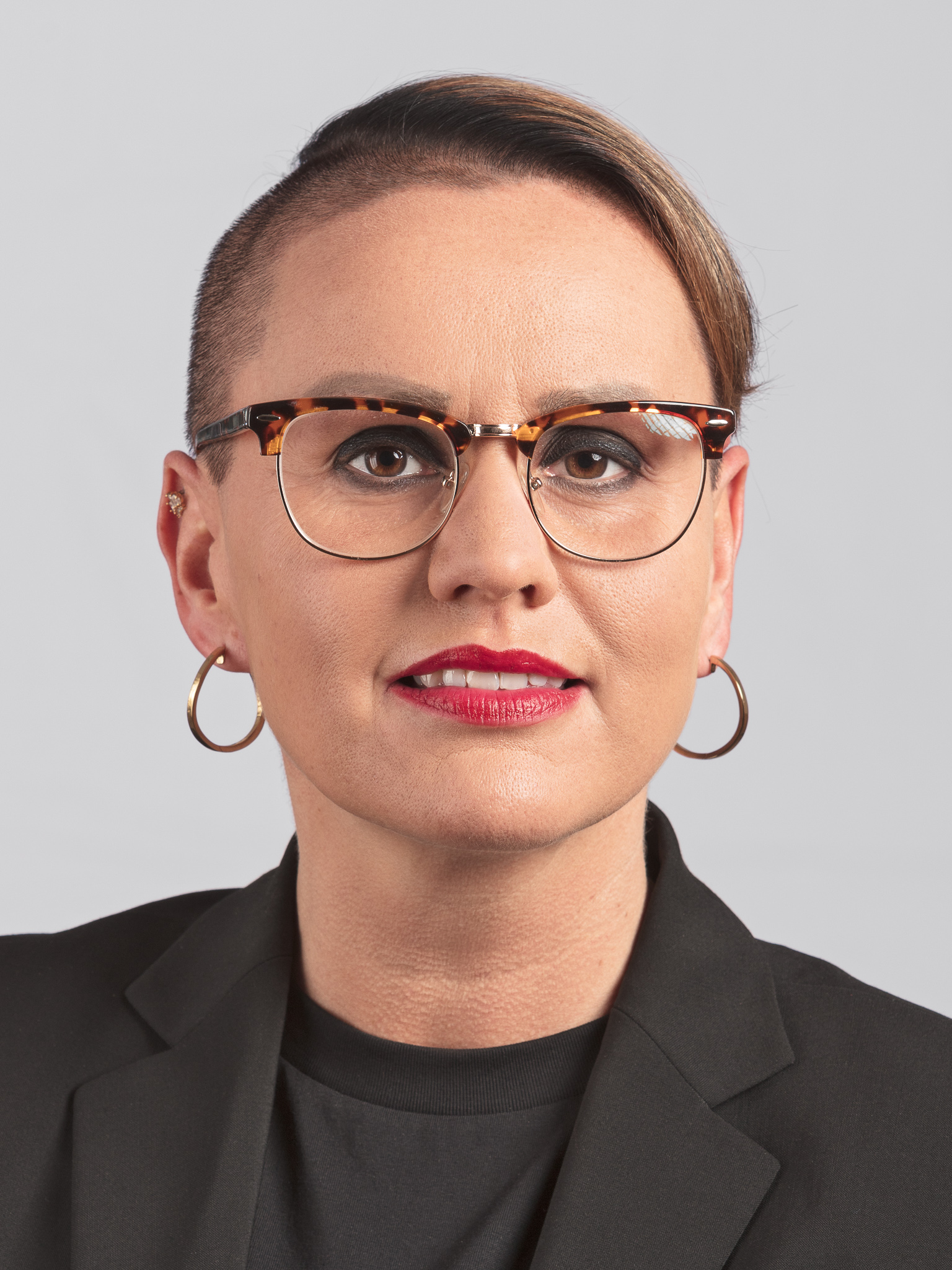
Luise Neuhaus-Wartenberg (2019)

Luise Neuhaus-Wartenberg (* 31. Mai 1980 in Leipzig) ist eine deutsche Politikerin der Partei Die Linke und seit 2014 Mitglied des Sächsischen Landtages. Von 2019 bis 2024 war sie 3. Vizepräsidentin des Sächsischen Landtags. Seit 2024 ist sie die Parlamentarische Geschäftsführerin ihrer Fraktion. Sie ist außerdem seit dem Bundesparteitag 2024 in Halle stellvertretende Parteivorsitzende der Partei Die Linke.

## Leben
Luise Neuhaus-Wartenberg wuchs in einem systemkonformen Elternhaus auf. Beide Eltern wurden infolge der friedlichen Revolution und Wende in der DDR 1990 arbeitslos. Neuhaus-Wartenberg legte an der Leipziger Thomasschule ihr Abitur mit musikalischem und altsprachlichem Profil ab. Sie studierte Philologie und Geschichte und war von 2009 bis 2014 Mitarbeiterin von Rico Gebhardt, dem Vorsitzenden der Fraktion Die Linke im Sächsischen Landtag. Im elterlichen Betrieb, der FOKON Transport-, Handels- und Dienstleistungs-GmbH, arbeitete sie ab 2013 als Prokuristin. 2018 hat sie den Kompaktstudiengang „Politikmanagement & Public Affairs“ an der Quadriga Hochschule Berlin erfolgreich abgeschlossen. Neuhaus-Wartenberg ist verheiratet und hat ein Kind.

## Politik

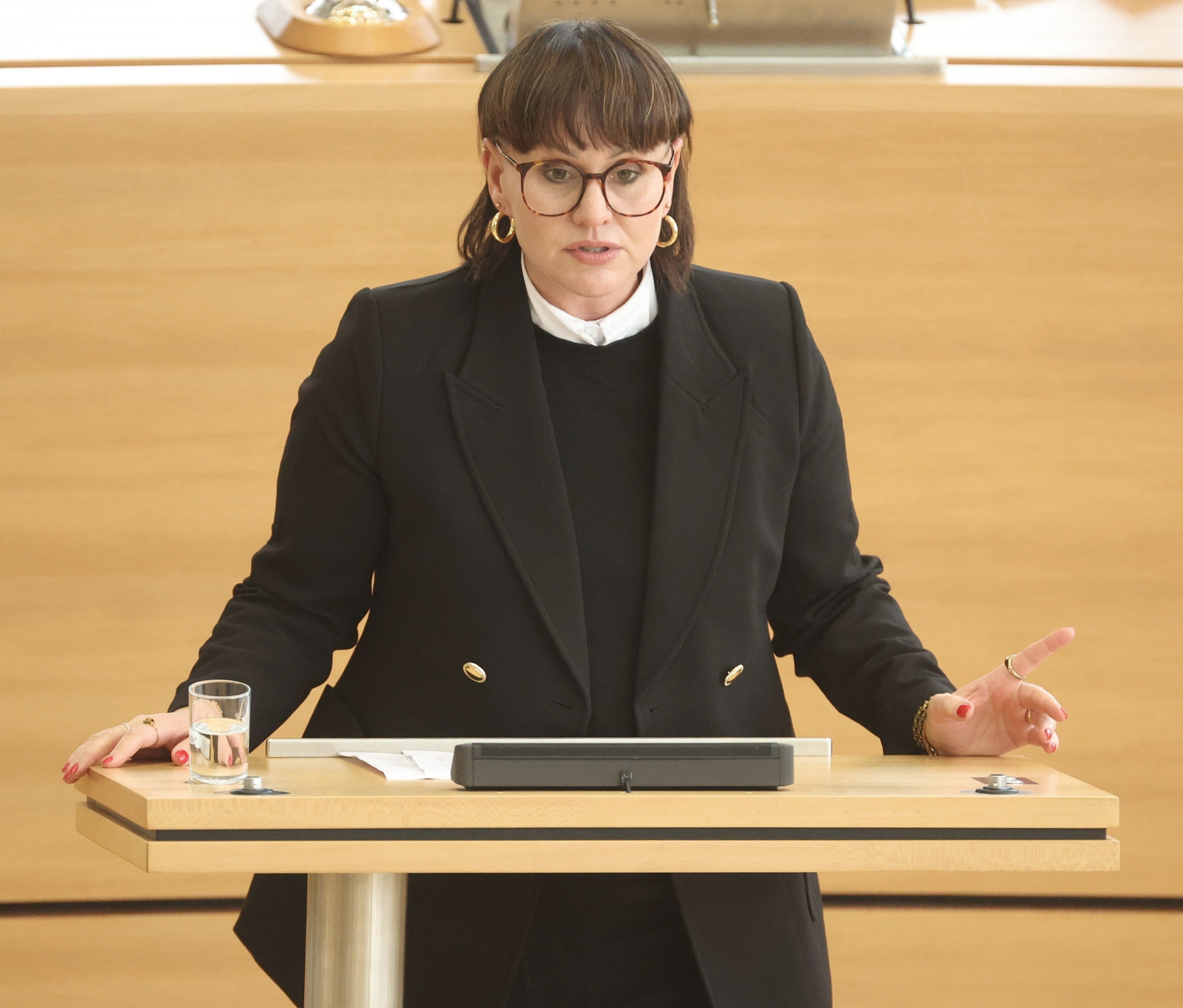
Luise Neuhaus-Wartenberg (2024)

Im Jahre 2009 trat Neuhaus-Wartenberg in Die Linke ein. Sie ist Vorsitzende des Kreisverbandes Nordsachsen und des Ortsverbandes Taucha ihrer Partei. Bereits 2009 kandidierte sie im Wahlkreis Leipzig VII, damals noch erfolglos, zu sächsischen Landtagswahl. Bei den Landtagswahlen 2014 und 2019 kandidierte sie im Wahlkreis 35 – Nordsachsen 2 sowie auf Platz 11 der Landesliste der Linken. Ihr gelang über die Landesliste der Einzug in den Sächsischen Landtag. Von 2014 bis 2019 war sie Sprecherin für Mittelstand, Handwerk und Tourismus der Fraktion Die Linke im Sächsischen Landtag und stellvertretende Vorsitzende des Ausschusses für Wirtschaft, Arbeit und Verkehr. Seit 2019 ist sie Sprecherin für Bildungspolitik und die Belange der ostdeutschen Länder.
2014 wurden Neuhaus-Wartenberg und Dominic Heilig zu den Sprechern des Forums Demokratischer Sozialismus gewählt, einer Strömung in der Partei Die Linke, welche zum reformorientierten Flügel gezählt wird. Seit Heiligs Tod 2017 hat Neuhaus-Wartenberg das Amt allein inne.
Von 2016 bis 2019 war Neuhaus-Wartenberg stellvertretende Vorsitzende der Fraktion Die Linke im Sächsischen Landtag, bis 2017 Mitglied des Parteivorstandes und Mitglied des geschäftsführenden Parteivorstand. Seit 2024 ist sie stellvertretende Parteivorsitzende.
Am 1. Oktober 2019 wurde Neuhaus-Wartenberg bei dessen konstituierender Sitzung zur 3. Vizepräsidentin des Sächsischen Landtages gewählt. Bei der Landtagswahl in Sachsen 2024 zog sie über die Landesliste erneut in den Landtag ein, verlor aber aufgrund des Wahlergebnisses ihrer Partei das Amt der Landtagsvizepräsidentin. Dafür übernahm sie das Amt der Parlamentarischen Geschäftsführerin der Fraktion Die Linke.

## Mitgliedschaften
- Offener Wirtschaftsverband von kleinen und mittelständischen Unternehmen, Freiberuflern und Selbstständigen in Sachsen e. V. (OWUS Sachsen e. V.)
- Präsidentin des Sächsischen Chorverbands[5]